# Richard Herd
Richard Herd (Boston, 26 settembre 1932 – Los Angeles, 26 maggio 2020) è stato un attore statunitense, che collaborò attivamente alla Screen Actors Guild diventandone vicepresidente nazionale.

## Biografia
Era figlio di un ingegnere, di nome anch'egli Richard, morto su un jet, quando il futuro attore era molto piccolo. Debuttò sul grande schermo con il film Ercole a New York (1970). Fra le sue partecipazioni più importanti, il thriller Sindrome cinese (1979), dove lavorò con Jane Fonda, Jack Lemmon e Michael Douglas. Prese parte a numerose serie televisive, tra cui la miniserie V - Visitors (1983) e al suo sequel Visitors (1984), in cui interpretò il comandante John. Partecipò a un episodio di Supercar (1985), dove interpretò Lyle Jastrow. Dal 1982 al 1985 interpretò il capitano di polizia Dennis Sheridan nella serie televisiva T.J.Hooker.
Herd è morto di cancro il 26 maggio 2020, all'età di 87 anni.

### Vita privata
Ebbe tre mogli: si sposò dapprima con l'attrice Amilda Cuddy dal 1954 al 1955, poi con Dolores Wozadlo, da cui ebbe due figli, Richard Jr. e Erica, infine nel 1980 con Patricia Ann Crowder.

## Filmografia

### Cinema
- Ercole a New York (Hercules in New York), regia di Arthur Allan Seidelman (1970)
- Tutti gli uomini del presidente (All the President's Men), regia di Alan J. Pakula (1976)
- I Never Promised You a Rose Garden, regia di Anthony Page (1977)
- F.I.S.T., regia di Norman Jewison (1978)
- Sindrome cinese (The China Syndrome), regia di James Bridges (1979)
- Il campo di cipolle (The Onion Field), regia di Harold Becker (1979)
- Schizoid, regia di David Paulsen (1980)
- Soldato Giulia agli ordini (Private Benjamin), regia di Howard Zieff (1980)
- L'affare del secolo (Deal of the Century), regia di William Friedkin (1983)
- Trancers - Corsa nel tempo (Trancers), regia di Charles Band (1984)
- Una vacanza di troppo (Summer Rental), regia di Carl Reiner (1985)
- Un biglietto in due (Planes, Trains and Automobiles), regia di John Hughes (1987)
- California Skate, regia di Graeme Clifford (1989)
- Sergente Bilko (Sgt. Bilko), regia di Jonathan Lynn (1996)
- Mezzanotte nel giardino del bene e del male (Midnight in the Garden of Good and Evil), regia di Clint Eastwood (1997)
- Giuseppe - Il re dei sogni (Joseph: King of Dreams), regia di Rob LaDuca e Robert Ramirez (2000) – voce
- Confessions of a Pit Fighter, regia di Art Camacho (2005)
- Vic, regia di Sage Stallone – cortometraggio (2006)
- Scappa - Get Out (Get Out), regia di Jordan Peele (2017)
- Il corriere - The Mule (The Mule), regia di Clint Eastwood (2018)

### Televisione
- Kojak – serie TV, episodio 3x01 (1975)
- Agenzia Rockford (The Rockford Files) – serie TV, episodio 2x11 (1975)
- Le strade di San Francisco (The Streets of San Francisco) – serie TV, episodio 5x13 (1977)
- Professione medico (Rafferty) – serie TV, episodio 1x01 (1977)
- Kate Bliss and the Ticker Tape Kid, regia di Burt Kennedy – film TV (1978)
- La famiglia Bradford (Eight is Enough) – serie TV, episodio 3x23 (1979)
- Starsky & Hutch – serie TV, episodi 4x18-4x19 (1979)
- La sindrome di Lazzaro (The Lazarus Syndrome) – serie TV, episodio 1x05 (1979)
- M*A*S*H – serie TV, episodio 8x24 (1980)
- Dallas – serie TV, episodi 4x06-4x08-4x09 (1980-1981)
- Lobo – serie TV, episodio 2x02 (1981)
- Ralph supermaxieroe (The Greatest American Hero) – serie TV, episodio 1x01 (1981)
- Uno sceriffo contro tutti (Walking Tall) – serie TV, episodio 1x06 (1981)
- Strike Force – serie TV, episodio 1x02 (1981)
- Cuore e batticuore (Hart to Hart) – serie TV, episodi 1x08-3x09 (1979-1981)
- Devlin & Devlin (The Devlin Connection) – serie TV, episodio 1x13 (1982)
- Il principe delle stelle (The Powers of Matthew Star) – serie TV, episodio 1x15 (1982)
- V - Visitors (V), regia di Kenneth Johnson – miniserie TV (1983)
- Falcon Crest – serie TV, episodi 3x15-3x17 (1984)
- V - Visitors (V: The Final Battle), regia di Richard T. Heffron – miniserie TV (1984)
- T.J. Hooker – serie TV, 36 episodi (1982-1984)
- Matt Houston – serie TV, episodio 3x17 (1985)
- A-Team (The A-Team) – serie TV, episodio 3x21 (1985)
- Supercar (Knight Rider) – serie TV, episodio 3x21 (1985)
- Hardcastle & McCormick (Hardcastle and McCormick) – serie TV, episodi 1x16-3x03 (1984-1985)
- Dynasty – serie TV, episodio 6x27 (1985)
- Top Secret (Scarecrow and Mrs. King) – serie TV, episodio 4x08 (1986)
- Hill Street giorno e notte (Hill Street Blues) – serie TV, episodio 7x15 (1986)
- Cinque ragazze e un miliardario (Rags to Riches) – serie TV, episodio 1x02 (1987)
- Ohara – serie TV, episodio 1x11 (1987)
- Provaci ancora, Harry (The Law and Harry McGraw) – serie TV, episodio 1x10 (1987)
- La bella e la bestia (Beauty and the Beast) – serie TV, episodio 1x10 (1987)
- Simon & Simon – serie TV, 4 episodi (1982-1988)
- Matlock – serie TV, episodio 3x06 (1989)
- Cuori senza età (The Golden Girls) – serie TV, episodio 4x13 (1989)
- Mancuso, F.B.I. – serie TV, episodio 1x02 (1989)
- California (Knots Landing) – serie TV, episodi 11x13-11x14 (1990)
- China Beach – serie TV, episodio 3x17 (1990)
- Voci nella notte (Midnight Caller) – serie TV, episodio 2x19 (1990)
- Due come noi (Jake and the Fatman) – serie TV, episodio 4x01 (1990)
- Camp Cucamonga, regia di Roger Duchowny – film TV (1990)
- I racconti della cripta (Tales from the Crypt) – serie TV, episodio 3x12 (1991)
- I tre volti della seduzione (Seduction: Three Tales from the 'Inner Sanctum'), regia di Michael Ray Rhodes – film TV (1992)
- Renegade – serie TV, episodio 1x05 (1991)
- La signora in giallo (Murder, She Wrote) – serie TV, episodi 2x16-9x15 (1986-1993)
- Star Trek: The Next Generation – serie TV, episodi 6x16-6x17 (1993)
- In viaggio nel tempo (Quantum Leap) – serie TV, episodi 3x13-5x22 (1991-1993)
- La signora del West (Dr. Quinn, Medicine Woman) – serie TV, episodi 2x06-2x07 (1993)
- Le avventure di Brisco County Jr. (The Adventures of Brisco County, Jr.) – serie TV, episodi 1x20-1x27 (1994)
- SeaQuest - Odissea negli abissi (SeaQuest DSV) – serie TV, 12 episodi (1993-1994)
- E.R. - Medici in prima linea (ER) – serie TV, episodio 1x22 (1995)
- Walker Texas Ranger (Walker, Texas Ranger) – serie TV, episodio 5x07 (1996)
- Grace Under Fire – serie TV, episodio 4x07 (1996)
- Buffy l'ammazzavampiri (Buffy the Vampire Slayer) – serie TV, episodio 2x18 (1998)
- Pacific Blue – serie TV, episodi 3x09-3x20 (1997-1998)
- Seinfeld – serie TV, 11 episodi (1995-1998)
- Un detective in corsia (Diagnosis: Murder) – serie TV, episodio 6x07 (1998)
- Caroline in the City – serie TV, episodio 4x07 (1998)
- JAG - Avvocati in divisa (JAG) – serie TV, episodio 5x18 (2000)
- Il fuggitivo (The Fugitive) – serie TV, episodio 1x15 (2000)
- Star Trek: Voyager – serie TV, 4 episodi (1999-2001)
- In tribunale con Lynn (Family Law) – serie TV, episodio 3x17 (2002)
- The District – serie TV, episodio 3x05 (2002)
- The O.C. – serie TV, episodio 1x20 (2004)
- Everwood – serie TV, episodi 2x10-2x21 (2003-2004)
- NYPD - New York Police Department (NYPD Blue) – serie TV, episodi 12x06-12x07 (2004)
- Ghost Whisperer - Presenze (Ghost Whisperer) – serie TV, episodio 1x07 (2005)
- Desperate Housewives – serie TV, episodio 3x12 (2007)
- Cold Case - Delitti irrisolti (Cold Case) – serie TV, episodio 6x05 (2008)
- CSI: Miami – serie TV, episodio 10x16 (2012)
- Rizzoli & Isles – serie TV, episodio 4x12 (2013)
- Star Trek: Renegades, regia di Tim Russ – webmovie (2015)
- Hawaii Five-0 – serie TV, episodio 9x07 (2018)

## Doppiatori italiani
Nelle versioni in italiano delle opere in cui ha recitato, Richard Herd è stato doppiato da: 
- Bruno Alessandro in Confessions of a Pit Fighter, Cold Case - Delitti irrisolti, Scappa - Get Out
- Germano Longo in F.I.S.T.
- Renato Mori in La famiglia Bradford
- Adolfo Geri in Starsky & Hutch
- Giuseppe Fortis in T. J. Hooker
- Massimo Foschi in V - Visitors
- Marcello Tusco in V: The Final Battle
- Giancarlo Padoan in Una vacanza di troppo
- Cesare Barbetti in Top Secret
- Franco Zucca in La signora in giallo (ep. 9x15)
- Sergio Graziani in Star Trek: The Next Generation
- Mario Milita in E.R. - Medici in prima linea
- Dario De Grassi in Sergente Bilko
- Romano Malaspina in Star Trek: Voyager
- Massimo Milazzo in The O.C.
- Gianni Bonagura in Everwood
- Sergio Tedesco in Ghost Whisperer - Presenze
- Carlo Baccarini in Desperate Housewives
- Toni Orlandi in CSI: Miami
- Dante Biagioni in Rizzoli & Isles
- Carlo Reali in Hawaii Five-0